# Midori (actriz porno)
Michele Evette Watley (Durham, Carolina del Norte; 19 de julio de 1968), más reconocida artísticamente como Midori, es una actriz pornográfica estadounidense, de ascendencia afroestadounidense. Debutó en la industria pornográfica en 1995, con 27 años de edad.

## Premios y nominaciones
| Año  | Premio             | Resultado | Categoría                                        | Trabajo   |
| ---- | ------------------ | --------- | ------------------------------------------------ | --------- |
| 1998 | AVN Award          | Nominada  | Best New Starlet                                 | —         |
| 1998 | NightMoves Award   | Ganadora  | Best Actress (Editor’s Choice)                   | —         |
| 1999 | AVN Award          | Nominada  | Female Performer of the Year                     | —         |
| 2001 | AVN Award          | Ganadora  | Best Supporting Actress - Video                  | West Side |
| 2001 | AVN Award          | Nominada  | Best Couples Sex Scene - Video (with Dillon Day) | West Side |
| 2001 | XRCO Award         | Nominada  | Actress (Single Performance)                     | West Side |
| 2008 | Legends of Erotica | Ganadora  | Hall of Fame                                     | —         |
| 2009 | AVN Award          | Ganadora  | AVN Hall of Fame                                 | —         |

## Discografía
Álbumes
- 2000: Midori (AKA) Michele Watley
- 2001: Miss Judged

Sencillos
- 2003: "Who's Hustlin' Who" - Warrior featuring Midori

Apariciones en álbumes
- 1997: "Player's Call," Oran "Juice" Jones, "Let's Stay Together" (featuring Midori)
- 1999: "Porn To Rock", Various Artists, "5,10,15,20" - Midori
- 2000: "Deep Porn", Various Artists, "F.M.A." - Kid Rock featuring Midori, "Zap" - Wide featuring Midori
- 2002: "Perfect Weapon", Warrior, "Who's Hustlin' Who" feat. Midori

Cover girl
- 1999: "Nuttin' To Do," Bad Meets Evil (Royce/Eminem)
- 2000: "Face Down Ass Up," Andrew Dice Clay

Apariciones en videos musicales
- 2001: "Catch The Beat"
- 2001: "My Projects," Coo Coo Cal